# 팀 앨버타
팀 앨버타(Tim Alberta, 1986년 1월 26일~)는 미국의 기자이자 작가이다. 핫라인, 월스트리트 저널, 내셔널 저널, 내셔널 리뷰, 폴리티코, 더 애틀랜틱에 기사를 썼다.

## 어린 시절과 교육
팀 앨버타는 부모인 리처드와 돈나 앨버타(Donna Alberta) 사이에서 태어났다. 5살 때 가족과 함께 뉴욕주에서 미시간주 브라이튼으로 이사했는데, 그의 아버지는 코너스톤 복음장로교회의 목사로 임명되었다. 앨버타는 2004년 브라이튼 고등학교를 졸업하고 2008년 미시간 주립 대학교를 졸업한 후 저널리즘과 정치학 학위를 받았다.

## 경력
대학 졸업 후 앨버타는 월스트리트 저널에서 인턴으로 일했다. 2017년에는 워싱턴에서 저널리스트로 활동했다. 그는 내셔널 리뷰에서 일한 후 폴리티코에 입사했고 나중에 디 애틀랜틱에 입사했다.
2019년, 앨버타는 첫 번째 책인 "American Carnage: On the Front Lines of the Republican Civil War and the Rise of President Trump"를 출판했다. 얼마 지나지 않아 그의 아버지가 돌아가셨고, 장례식에 참석하기 위해 미시간으로 돌아왔을 때, 그는 트럼프에 대한 그의 보도에 반대하는 아버지의 교회 회원 여러 명에게 꾸중을 들었다. 한 교인은 앨버타가 "미국의 신이 임명한 지도자를 약화시키려는 사악한 음모의 일부"라고 말했다. 이 경험에 혼란을 느낀 앨버타는 미국 복음주의 기독교와 급진 우파의 관계를 연구하기 시작했고, 이는 2023년에 출판된 그의 다음 책인 "The Kingdom, the Power, and the Glory: American Evangelicals in an Age of Extremism"의 주제가 되었다.

## 개인 생활
2024년 현재 앨버타는 미시간주에 살고 있다. 그와 그의 아내는 세 자녀를 두었다.